# Ipomoea aquatica
Ipomoea aquatica Forssk., 1775 è una pianta tropicale semi acquatica della famiglia delle Convolvulacee, coltivata come verdura per i suoi teneri germogli e foglie. Si trova nelle regioni tropicali e subtropicali del mondo. Questa pianta è conosciuta come spinaci d'acqua o spinaci di fiume, gloria d'acqua del mattino, convolvolo d'acqua, o con nomi più ambigui come spinaci cinesi nel Sud-est asiatico.

## Descrizione
I. aquatica cresce in acqua o su terreno umido. I suoi steli sono alti 2-3 metri o più, con radicamento ai nodi e sono vuoti e possono galleggiare. Le foglie variano da tipicamente sagittate (a forma di punta di freccia) a lanceolate, lunghe da 5 a 15 cm. e larghe 2–8 cm. I fiori sono a forma di tromba con diametro tra i 3 e i 5 cm., di solito di colore bianco con il centro color malva. La propagazione avviene per talea dei germogli staminali o da semi provenienti dai fiori che producono baccelli di seme.

## Distribuzione e habitat
Questa specie è nativa dell'Africa tropicale, della penisola Arabica e dell'Asia tropicale. È naturalizzata in Nord America.
I. aquatica viene considerata negli Stati Uniti come "erba nociva di classe A", specialmente negli stati della Florida, California e Hawaii, dove cresce spontaneamente in natura. L'I. aquatica è stata coltivata estensivamente in Texas per oltre 30 anni, importata dagli immigrati asiatici. Poiché nessuna evidenza indica che la pianta è passata allo stato selvatico, il Texas ha tolto il divieto di coltivazione per uso personale, senza restrizioni o requisiti, notando la sua importanza come verdura per l'alimentazione umana in molte culture, e ha iniziato anche a permettere la coltivazione per la vendita commerciale di specie esotiche Nello Sri Lanka, invade le zone umide, dove i suoi lunghi steli galleggianti formare stuoie dense che possono bloccare il flusso dell'acqua e impedire il passaggio delle barche.

## Coltivazione

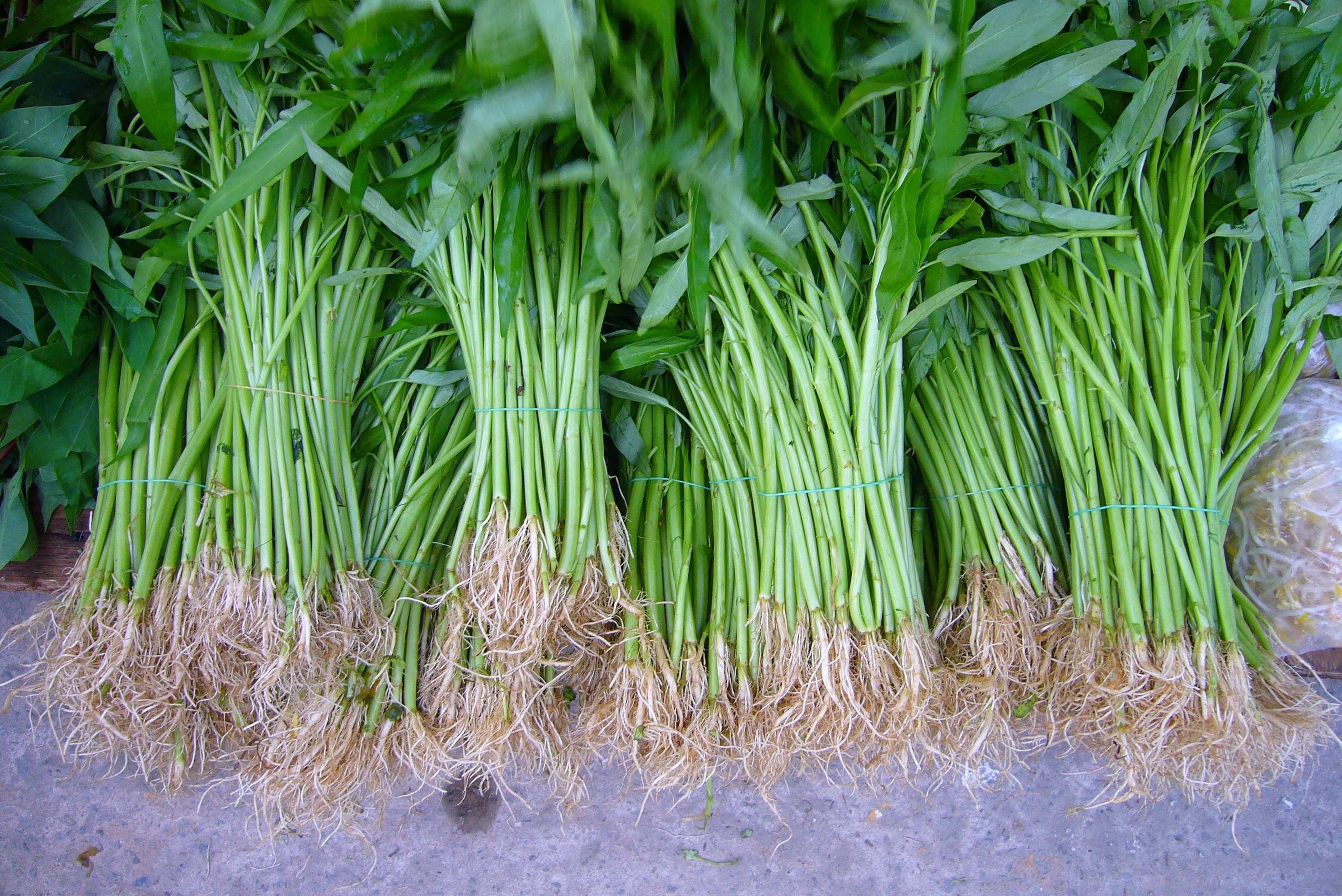
Spinaci d'acqua.

Ipomoea aquatica è una pianta molto diffusa nell'est, sud e sud-est dell'Asia. Fiorisce naturalmente lungo i corsi d'acqua e richiede poca cura. Viene ampiamente utilizzata nella cucina birmana, thailandese, laotiana, cambogiana, malese, vietnamita, filippina e cinese, in particolare nelle zone rurali o nei villaggi. La verdura è anche estremamente popolare a Taiwan, dove cresce bene. Durante l'occupazione giapponese di Singapore ai tempi della seconda guerra mondiale, la verdura cresceva molto facilmente in molte zone e divenne un raccolto di guerra popolare. Nelle Filippine, una varietà di kangkong viene coltivata nei canali scavati durante l'occupazione americana dopo la guerra ispano-americana, mentre un'altra varietà si chiama kangkong cinese.
In zone non tropicali, viene facilmente coltivata in contenitori molto ben innaffiati ed esposti al sole.

## Usi
Si tratta di un ingrediente molto comune nella cucina del sud-est asiatico e gli spinaci d'acqua fritti sono un piatto vegetariano molto comune nella zona. A Singapore, in Indonesia e in Malaysia, gli steli teneri e le foglie vengono fritti con pereroncino, aglio, zenzero, pasta di gamberi (belacan/terasi) ed altre spezie. A Penang e Ipoh, viene cotto con seppie e una salsa dolce-piccante. Noto anche come eng cai inel dialetto Hokkien, può anche essere bollito con seppie conservate, e poi mescolato con piccante rojak per diventare jiu hu eng cai. Bollito,  l'eng cai può anche essere servito con tagliatelle di krill fermentato belacan bee hoon e spaghetti di gamberi.
Nella cucina indonesiana viene chiamato kangkung; bollita o scottato insieme ad altre verdure forma l'ingrediente per il gado-gado o Pecel, insalata con salsa di arachidi. Alcune ricette che utilizzano il kangkung sono il 'plecing kangkung a Lombok e il mie kangkung (tagliatelle di kangkong) a Giacarta.

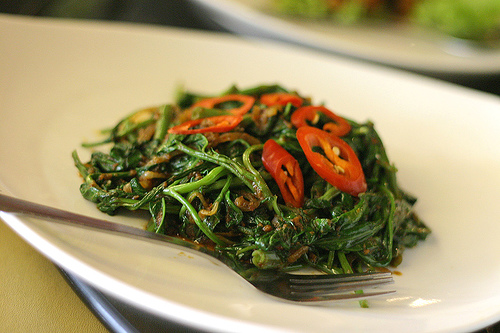
Penang kangkung blachan
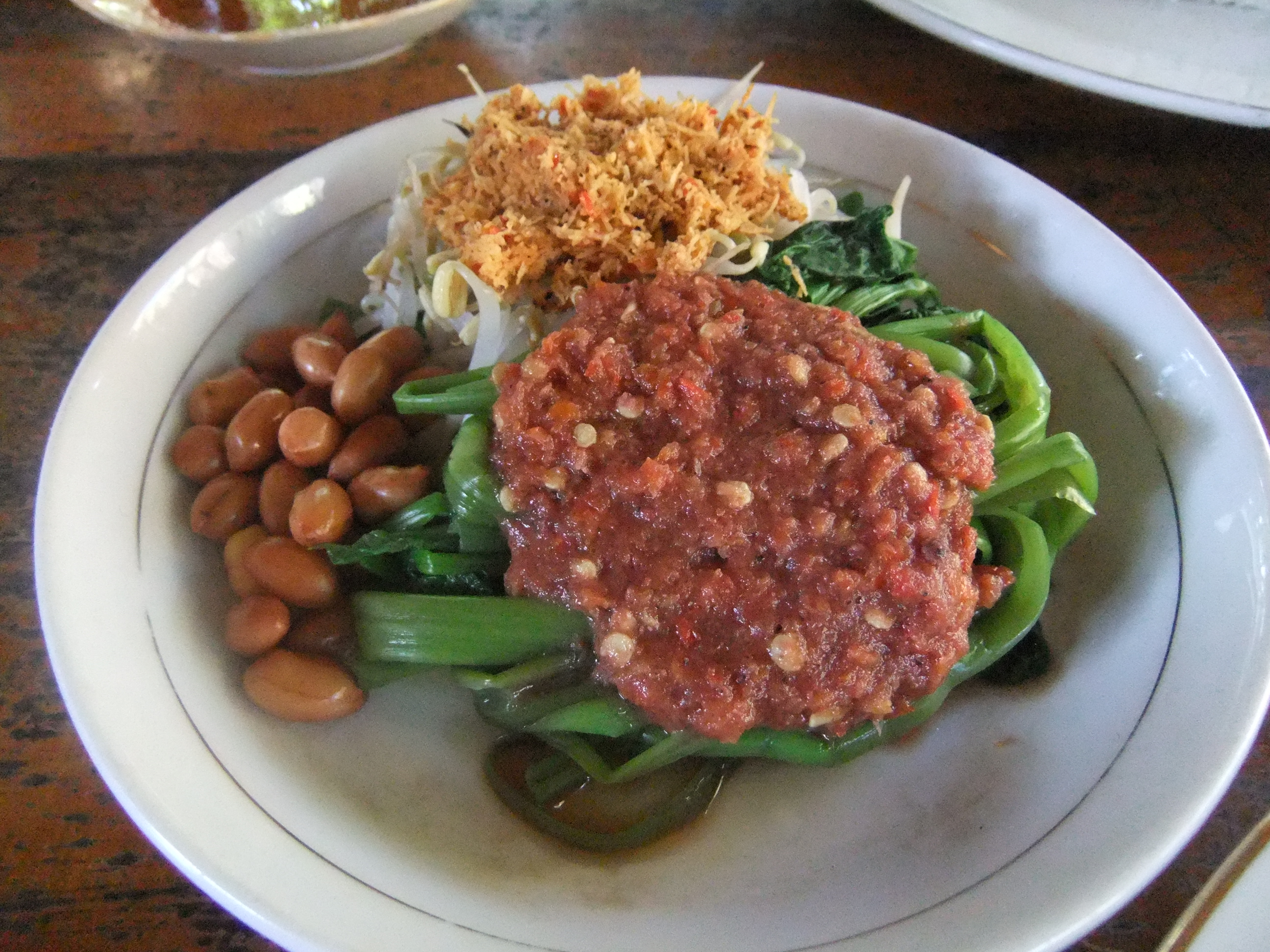
Plecing kangkung indonesiano a Lombok
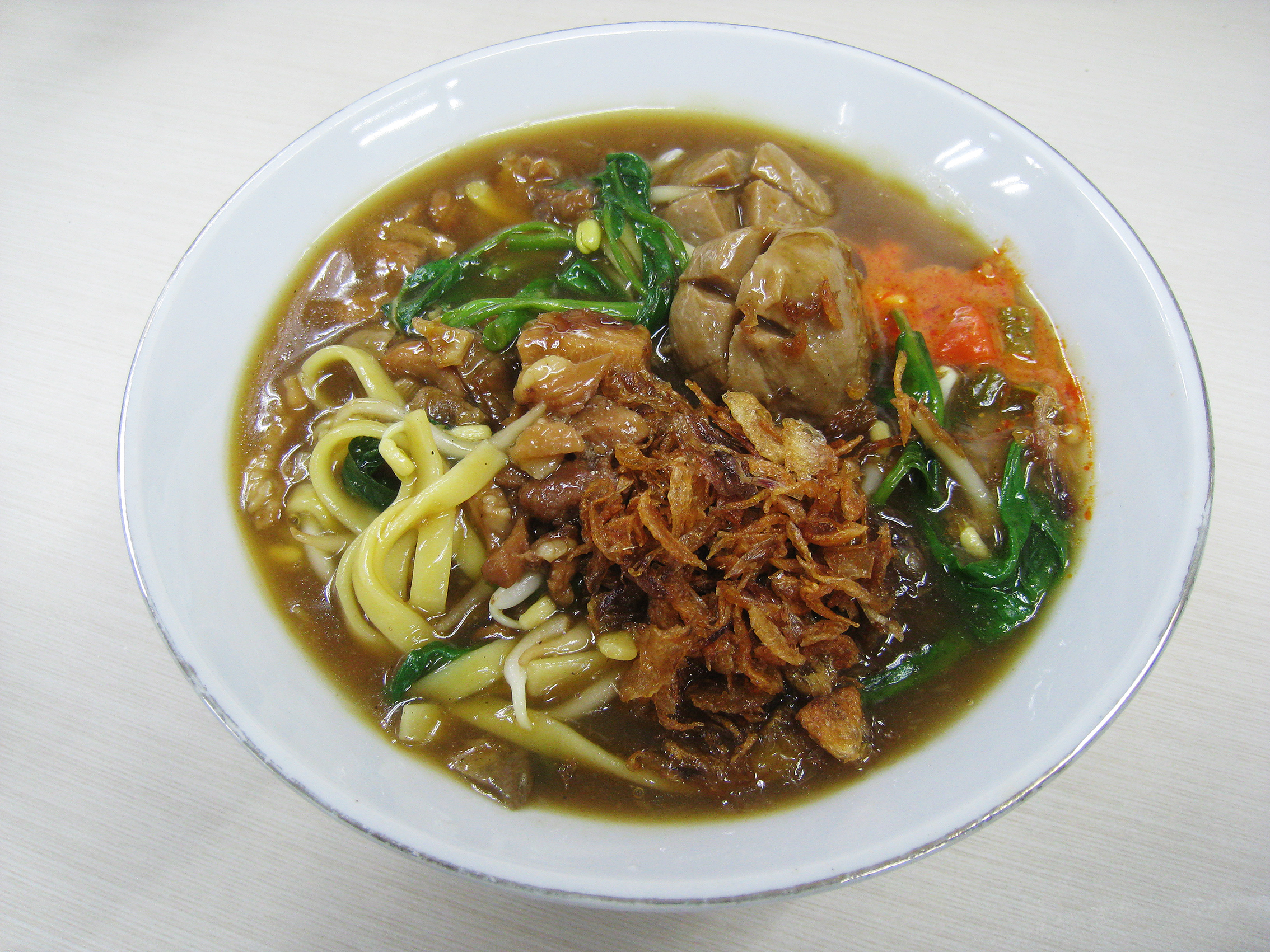
Mie kangkung indonesiano (con spaghetti)
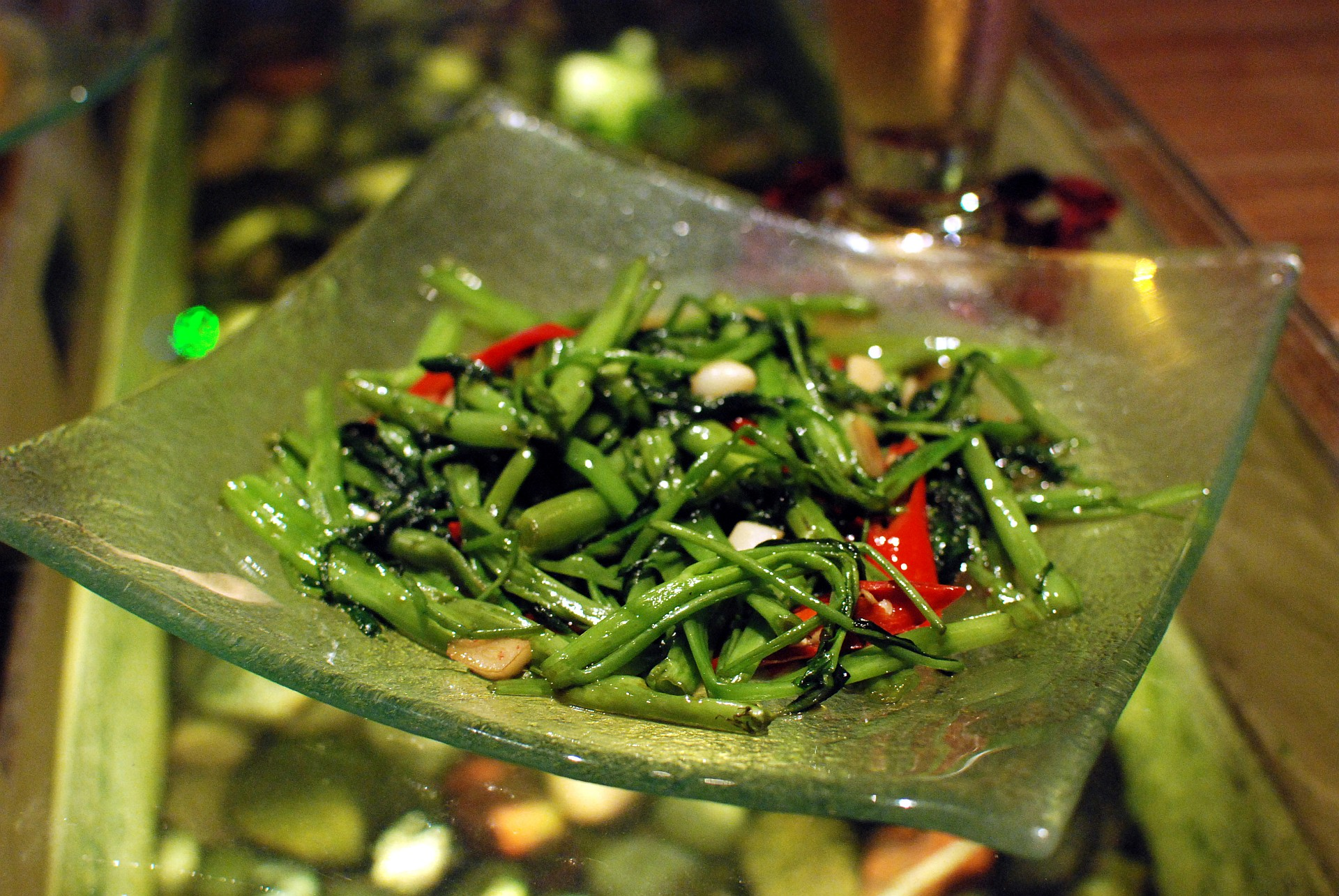
Thai pak boong fai daeng
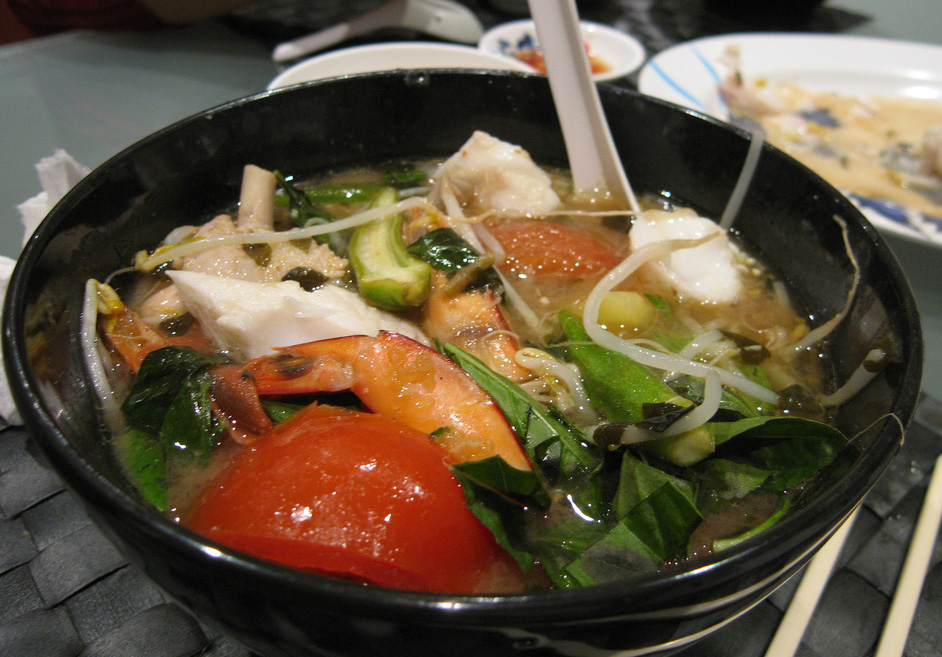
Vietnamita canh chua